# Share That Love
Share That Love è un singolo del gruppo musicale danese Lukas Graham, pubblicato il 21 agosto 2020 su etichetta discografica Warner Music Group. Il brano vede la collaborazione del rapper statunitense G-Eazy.

## Tracce
1. Share That Love – 2:52